# Tixover
Tixover – osada w Anglii, w hrabstwie Rutland. Leży 15 km na południowy wschód od miasta Oakham i 124 km na północ od Londynu. W 2001 miejscowość liczyła 174 mieszkańców.